# レス・マメール
レス・マメール（英語: Les Mamelles、フランス語: Les Mamelles、セーシェル・クレオール語: Lemamel）は、セーシェルの地区のひとつ。

## 隣接行政区画
- ロッシュ・カイマン
- カスカード
- グラン・アンス・マーヘ
- プレザンス